# Brachymetra
Brachymetra is een geslacht van wantsen uit de familie van de Gerridae (schaatsenrijders). Het geslacht werd voor het eerst wetenschappelijk beschreven door Gustav Mayr in 1865.

## Soorten
Het genus bevat de volgende soorten:

- Brachymetra accola Drake, 1957
- Brachymetra actuosa Drake, 1957
- Brachymetra albinerva (Amyot & Serville, 1843)
- Brachymetra albinervis (Amyot & Seville, 1843)
- Brachymetra anduze Drake & Harris, 1942
- Brachymetra bernaldi Cordeiro in Pacheco-Chaves et al., 2018
- Brachymetra furva Drake, 1957
- Brachymetra kleopatra Kirkaldy, 1899
- Brachymetra lata Shaw, 1933
- Brachymetra mera Harris & Drake, 1945
- Brachymetra shawi Hungerford & Matsuda, 1957
- Brachymetra unca Shaw, 1933